# Reina Visa
Reina Visa (美沙 玲奈 Misa Reina?,  Prefectura de Fukuoka, 24 de julio de 1994) es una actriz japonesa, afiliada a Acstar. Es conocida por su papel de Kotoko Aihara en las películas Itazura na Kiss: Haisukuru-hen (2016) y Itazura na Kiss 2: Kyanpasu-hen (2017).

## Filmografía

### Televisión
- Sweet30 (TNC, 2014)
- Hakata Stay Hungry (TNC, 2014)
- Hakata Stay Hungry 2 (TNC, 2014)
- Tokio kakeru (Fuji TV, 2015)
- O-Creator's TV show (Fuji TV, 2015)
- Kanpai Senshi After V (2015)
- Nigeru wa Haji da ga Yaku ni Tatsu (2016)

### Cine
- Corpse Party (2015) como Mayu Zumoto
- Itazura na Kiss: Haisukuru-hen (2016) como Kotoko Aihara
- Itazura na Kiss 2: Kyanpasu-hen (2017) como Kotoko Aihara
- Tsumasaki no Uchu (2017) como Tomoko

### MV
- Wasureranneyo (2017) - Ii Hito Domari